# Michele Deconet
Michele Deconet (Kehl, 1713 – Venezia, 1799) è stato un violinista italiano.

## Biografia
Michele Deconet nacque nel 1713 a Kehl, nei pressi di Strasburgo, sotto il regno di Luigi XIV. Pensando che il servizio militare gli avrebbe dato l'opportunità di viaggiare e soddisfare la propria curiosità, si arruolò a Parigi ancora adolescente. Probabilmente imparò a suonare il violino proprio durante i due anni di servizio militare,
che abbandonò per fare un lungo viaggio e giungere fino a Venezia, verso il 1730.
Nel 1732, all'età di soli 19 anni, era già noto da Parigi a Venezia come musicista itinerante, un "sonadore",
che però non aveva avuto un insegnamento regolare. Continuò a viaggiare, ma alla fine scelse Venezia come sua sede definitiva. Qui, dopo una convivenza con una macellaia di San Marcuola, sposò (il 30 gennaio 1743 nella Chiesa di San Giovanni in Bragora), la quarantenne Anna Chiaparota (vedova di Giovanni Antonio Codrè), la quale morì il 10 novembre del 1744.
Deconet, nel mancato rispetto delle normali regole di lutto, risposò nello stesso anno, il 6 luglio, la ventenne Paola Stecherle nella chiesa di San Giovanni in Bragora. Si stabilirono in un appartamento a San Zeminian. Qui nacquero le prime figlie, Matilde (o Matilda) Giacomina (1745) e Giovanna Antonia (1747).
Di nuovo si trasferì, questa volta nel sestiere di Castello in San Giovanni in Bragora, dove nacquero Antonio Pietro (1749), Giuseppe (1750), Teresa Maria Angela (1753), Francesco Paolo (1756), Zuanne Batta (1757), Giobatta Andrea (1762). Giuseppe nacque fuori Venezia, durante un viaggio di lavoro della famiglia. 
Di questi morirono in giovane età Giovanna Antonia, Francesco Paolo e Zuane Batta. Sopravvissero due figlie (Matilde Giacomina e Teresa Maria Angela) e tre figli (Antonio Pietro, Giuseppe e Giobatta Andrea). I tre figli divennero suonatori come il padre.
Michele continuerà la sua attività di girovago fino all'approssimarsi dei sessant'anni. Dopo sembra che si sia dedicato all'insegnamento del violino.
Il 2 giugno 1777 anche la seconda moglie Paola Stecherle morì. La causa della morte non è ben chiara. Si parla di forte accidente nella pubblica strada.
Si risposò nel 1780 con una vedova, Maria Briganti.

## Liuteria
Deconet era spesso in viaggio fuori Venezia e quindi non è plausibile che egli abbia mai avuto un apprendistato. Il tirocinio richiede frequenza regolare e questo non gli avrebbe permesso di guadagnare abbastanza per sostenere la sua famiglia. Tutti i documenti che fanno riferimento a Deconet lo indicano come un sonadore, cioè suonatore.
Deconet molto probabilmente portava con sé nei suoi viaggi violini acquistati in precedenza e li rivendeva nelle fiere e mercati, dove li suonava e mostrava il suo talento. Questa teoria potrebbe spiegare le etichette diverse, alcune scritte a mano, che lui o i suoi fornitori ponevano sugli strumenti per ricordare il costruttore e farsi pubblicità.
L'analisi degli strumenti attribuiti a Deconet sembra confermare questa teoria. Tutti i "suoi" strumenti sono ovviamente di fabbricazione veneziana, ma ci sono enormi differenze di stile, forma e lavorazione. Strumenti con la sua etichetta venduti tra il 1750 e il 1760 rivelano una probabile fonte privilegiata di violini di qualche produttore veneziano che era interessato al guadagno. I cambiamenti dello stile degli strumenti possono essere spiegati da cambiamenti delle sue fonti di approvvigionamento, in quanto sono apparentemente inspiegabili con i soli cambiamenti della tecnica artigianale.
I suoi strumenti hanno caratteristiche che sono tipiche di liutai veneziani del tempo, come Pietro Guarnieri e Giorgio Serafin. Violini fatti nei laboratori, raramente opera del maestro liutaio, ma di solito erano realizzati da artigiani dipendenti. Tali strumenti erano generalmente della stessa qualità, ma erano molto più economici (e strumenti meno costosi permettevano a Deconet di ottenere un maggior profitto).

Mentre Deconet viveva a Bragora, abitava vicino a Domenico Garlato, "un liutaio con un laboratorio nella sua casa e tre figli", e a Giacomo Codeghin, "un liutaio, senza famiglia che stava in Calle della Morte".
È molto probabile che Deconet acquistò gli strumenti per rivenderli da questi liutai.